# Taurocottus bergii
Taurocottus bergii és una espècie de peix pertanyent a la família dels còtids i l'única del gènere Taurocottus.

## Descripció
- Fa 20 cm de llargària màxima.[3][4]

## Hàbitat
És un peix marí, demersal i de clima temperat que viu entre 40 i 120 m de fondària.

## Distribució geogràfica
Es troba al Pacífic nord-occidental: des del mar del Japó (davant les costes de Hokkaido) fins al mar d'Okhotsk.

## Observacions
És inofensiu per als humans.